# Box-office Russie 2022

## Les millionnaires
| Class. | Titre                                        | Pays                   | Réalisateur         | Box-Office Russie |
| ------ | -------------------------------------------- | ---------------------- | ------------------- | ----------------- |
| 1      | Uncharted                                    | Drapeau des États-Unis | Ruben Fleischer     | 28 085 630 $      |
| 2      | Kholop                                       | Drapeau de la Russie   | Klim Chipenko       | 26 224 987 $      |
| 3      | Spider-Man: No Way Home                      | Drapeau des États-Unis | Jon Watts           | 18 898 342 $      |
| 4      | Land of Legends                              | Drapeau de la Russie   | Anton Meguerditchev | 11 237 671 $      |
| 5      | Mort sur le Nil                              | Drapeau des États-Unis | Kenneth Branagh     | 8 691 176 $       |
| 6      | Le Légendaire no 17                          | Drapeau de la Russie   | Nikolaï Lebedev     | 8 587 260 $       |
| 7      | Finnick                                      | Drapeau de la Russie   | Denis Chernov       | 7 346 170 $       |
| 8      | Le Dernier Chevalier : Messager des ténèbres | Drapeau de la Russie   | Dmitri Diatchenko   | 7 171 213 $       |